# Andhra Jyothi
Andhra Jyothi is een Indiase krant die verschijnt in het Telugu. De broadsheet werd opgericht door K.L.N. Prasad en is eigendom van Aamoda Publications Ltd. Het dagblad komt uit in verschillende edities, onder meer in Hyderabad (waar de krant hoofdkantoor houdt), Vijayawada, Tirupathi, Visakhapatnam, Anantapur, Warangal, Nellore, Srikakulam, Nizamabad, Bangalore en Chennai. De hoofdredacteur is K. Srinivas.